# Láncara
Láncara és un municipi de la província de Lugo a Galícia. Pertany a la Comarca de Sarria.
| 5.169 | 6.113 | 5.513 | 4.270 | 3.136 |
| Fonts: INE i IGE (Els criteris de registre censal variaren i les dades de l'INE i de l'IGE poden no coincidir.) |       |       |       |       |

## Parròquies
| - Armea (San Pedro) - Bande (San Pedro) - Carracedo (San Vicente) - Cedrón (Santiago) - Galegos (Santa Mariña) - Lagos (Santalla) - Lama (Santa María) - Láncara (San Pedro) - Larín (San Salvador) - Monseiro (San Miguel) - Muro (San Xoán) - Neira de Cabaleiros (Santa María Madanela) - Oleiros (San Martiño) | - A Pobra de San Xiao (San Xiao) - Río (San Martiño) - Ronfe (San Pedro) - Souto de Ferradal (Santiago) - Toirán (San Salvador) - Toldaos (San Vicente) - Toubille (Santa María) - Trasliste (San Xoán) - Vilaesteva de Herdeiros (Santa María) - Vilaleo (Santa María) - Vilambrán (Santa María) - Vilarello (San Pedro) - Vilouzán (Santo Estevo) |

## Lancaresos il·lustres
- Ramón Piñeiro López (1915-1990). Escriptor, assagista i polític gallec.
- Ángel Castro Argiz, pare dels dirigents cubans Fidel Castro i Raúl Castro.
- Basilio Losada, traductor i crític literari gallec